# أدولفيز بيتش أورثوين
أدولفيز بيتش أورثوين Adolphus Busch Orthwein (المولد 2 سبتمبر 1917 بـسانت لويس (ميزوري) -الوفاة 25 نوفمبر 2013 بقرية هنتلي ولاية ميزوري). كان وريثاَ أمريكياَ ورجلَ أعمالَ

## نشاته
ولد أدولفيز في الثاني من سبتمبر عام 1917 في لويس الواقعة في مدينة موزوري، والده هو بيرسي أورثوين ووالدته هي كلارا بيسش، أما جده لأمه فهو بيسش مؤسس عائلة أنهيسر بيسش. ترعرع أدولفز في مزرعة قرانت في قرية قرانتوود الواقعة في مدينة موزوري وأما الصيف فكان يقضيه في مزرعة ريدريفيرفي قرية كوبيرستون الواقعة في مدينة نيويورك.
أورثوين أختطفه تشارلز أبيرناثي سمسار العقارات العاطل عن العمل في عشية عيد رأس السنة من عام 1930، وكان وقتها يبلغ من العمر 30 عاما، ولكن والد المختطِف أعاد أورثوين لعائلتة في يوم عيد رأس السنة.
تخرج أورثوين من جامعة يال عام 1940 وقت الحرب العالمية الثانية، وقد عمل في قوات الولايات المتحدة كضابط عبقري يوقع قوات المارين الألمانية في البحر لخدعه، وخدم أيضا في قوات الولايات المتحده في لويس وتقاعد برتبة قائد ملازم.

## حياته العملية
انضم أورثوين لعمل العائلة (أنهيسربيسش) فكان منصب كنائب مدير للإدارة حتى أواخر عام 1950م، وعمل أيضاَ في مجلس الإدارة حتى عام 1963م
في عام 1960 كسب شركة (ساربيم سبلاي كو) التي عرفت لاحقا بستاربيم سبلاي كومباني مقرها الرئيسي في أوليفيتي ميزيووالتي نشاطها الأساسي بيع الاناراة للمصانع الكبيرة.

## رياضة كرة الماء
كان أورثوين لاعب كرة ماء الثلاثيه، فقد كان يلعبها حتى بلغ سن الواحد ولثمانين وقد انضم لفريق موزوري هورسمان الشهير.
كان رئيس التعقب لبريدليسبور للصيد، وهو نادي يعنى بصيد الثعالب في هينتليف، الوقعة في ميزيوري، وقد كان أيضا صائد بط.

## حياته الشخصية
تزوج أورثوين مرتين، زوجتة الأولى هي نانسي التي تزوجها في عام 1942 وقد رزقا بأربعة أبناء معا قبل انفصالها وهم: أدولفين أورثوين بيسش، وستيفين أورثوين بيسش، وبيتير أورثوين بيسش، ودايفيد ثورنيلي أورثوين. ومن بعد ذلك تزوجت أن بدايفيد ميتكالف.
ومن ثم ارتبط أورثوين بزوجته نانسي مورشين، واستمر زواجهم لواحد وخمسين عاماَ، رزقا فيها بابن واحد وهو: كرستوفير داكامرا أورثوين، سكنا في هينتليف وكانوا يقضون الصيف في ملكية عائليتهم في كوبيرستون الواقعة في نيويورك.
كان أورثوين عضوا في الناديين لويس كنتري ولوق كابين، وحصل على عضويتين خاصتين في الناديين لويس وموزوري. أيضا كان عضو في نادي التينيس والسباحة في بالم بيتش في فلوريدا، وعضوا في نادي كوبيرستون في مدينة كوبيرستون في مقاطعة نيويورك، وعضواَ سابق في نادي ايفيرقلادس. كان يستمتع بلعب الشطرنج والبوكر، ولعب الرماية للدفاع عن النفس.

## وفاته
مات أورثوين في 25 نوفمبر عام 2013 في هنتلي في ولاية ميزوري أثر مرض ليمفاوي، في عمر يناهز ستة وتسعين عاماَ. أقيمت جنازته في كنيسة بيتيرزأبيسكوبل في مدينة ليور الواقعة في مقاطعة موزوري. جنازة أخرى أقيمت في بالم بيتش في فلوريدا، دفن في مقبرة سنسيت موميريال بارك بجوار والده الذي دفن فيها.

## وصلات خارجية
- ا